# Filtrazione glomerulare
La filtrazione glomerulare è il processo fisiologico, basato sul fenomeno fisico dell'ultrafiltrazione attraverso una membrana, che avviene nei glomeruli renali, rappresentando il primo stadio della formazione dell'urina. La velocità di questo processo in un individuo, definita appunto velocità di filtrazione glomerulare, costituisce un importante indicatore della funzionalità renale.

## Basi anatomiche
Il glomerulo renale è formato da una rete di capillari interposta tra due arteriole, dette rispettivamente arteriola afferente e arteriola efferente, e circondato dalla capsula di Bowman che è formata da un foglietto parietale e uno viscerale, in continuità fra di loro a livello del polo vascolare. Il foglietto viscerale, che aderisce strettamente ai capillari glomerulari, è formato da particolari cellule epiteliali dette podociti. I podociti sono a contatto con la lamina basale dei capillari glomerulari, il cui versante interno è rivestito da cellule endoteliali. Questi tre strati (podociti, lamina basale e cellule endoteliali) costituiscono la barriera di filtrazione, semipermeabile, che consente un passaggio selettivo dell'acqua e di determinate sostanze dal sangue al lume tubulare per formare la preurina, che subirà poi ulteriori modifiche nel tubulo renale fino a formare l'urina.

## Formazione dell'ultrafiltrato
La barriera di filtrazione agisce come un filtro selettivo per le molecole contenute nel sangue che attraversa i capillari glomerulari, separandole in base alle dimensioni e alla carica elettrica. In particolare, in condizioni di normalità, le molecole di raggio superiore a 42 Ångström (Å) non superano il filtro glomerulare, mentre quelle di raggio inferiore a 20 Å lo attraversano liberamente; molecole di raggio intermedio sono filtrate a seconda di questo. Un altro fattore importante è la carica elettrica: poiché la barriera di filtrazione nel suo complesso possiede una carica elettrica negativa dovuta alla presenza di glicoproteine, è favorito il passaggio di molecole con carica elettrica positiva (cationi) rispetto a quelle elettricamente neutre o negative. Il processo di filtrazione è determinato dalle forze di Starling, ovvero dall'equilibrio fra le pressioni idrostatiche e oncotiche ai due lati della membrana. In generale, la filtrazione è favorita dalla pressione idrostatica all'interno del capillare glomerulare, mentre è ostacolata dalla pressione idrostatica nello spazio di Bowman e dalla pressione oncotica del plasma all'interno dei capillari glomerulari. 